# Anthony Markanich
Anthony Charles Markanich Jr. (Bourbonnais, 26 dicembre 1999) è un calciatore statunitense, difensore del Minnesota Utd.

## Caratteristiche tecniche
Gioca come terzino sinistro.

## Carriera
Markanich ha giocato nel settore giovanile del Chicago Fire nella stagione 2015-2016 e successivamente, dopo un anno all'Olympiacos Chicago, ha gicoato per il NIU Huskies nel periodo in cui ha frequentato la Northern Illinois University. Nel 2019 e nel 2021 ha giocato anche alcuni incontro in USL League Two con il Green Bay Voyageurs.
L'11 gennaio 2022 è stato selezionato al SuperDraft del Colorado Rapids, con cui ha firmato un contratto annuale il 3 marzo. Il 28 marzo ha debuttato con la seconda squadra in MLS Next Pro contro lo Sporting K.C. II, ed il 23 maggio ha esordito in MLS giocando titolare nella vittoria casalinga per 1-0 contro il Seattle Sounders.
Il 1º agosto 2023 è stato ceduto al St. Louis City. Il 31 agosto ha segnato il primo gol in MLS nella vittoria per 2-1 contro il FC Dallas.

## Statistiche

### Presenze e reti nei club
Statistiche aggiornate al 25 febbraio 2024.
| Stagione        | Squadra             | Campionato      | Campionato | Campionato | Coppe nazionali | Coppe nazionali | Coppe nazionali | Coppe continentali | Coppe continentali | Coppe continentali | Altre coppe | Altre coppe | Altre coppe | Totale | Totale | Totale |
| Stagione        | Squadra             | Comp            | Pres       | Reti       | Comp            | Pres            | Reti            | Comp               | Pres               | Reti               | Comp        | Pres        | Reti        | Pres   | Reti   |        |
| --------------- | ------------------- | --------------- | ---------- | ---------- | --------------- | --------------- | --------------- | ------------------ | ------------------ | ------------------ | ----------- | ----------- | ----------- | ------ | ------ | ------ |
| 2019            | Green Bay Voyageurs | USL2            | 9          | 3          |                 | -               | -               |                    | -                  | -                  |             | -           | -           | 9      | 3      |        |
| 2021            | Green Bay Voyageurs | USL2            | 3          | 0          |                 | -               | -               |                    | -                  | -                  |             | -           | -           | 3      | 0      |        |
| 2022            | Colorado Rapids 2   | MNP             | 12         | 0          |                 | -               | -               |                    | -                  | -                  |             | -           | -           | 12     | 0      |        |
| 2023            | Colorado Rapids 2   | MNP             | 7          | 0          |                 | -               | -               |                    | -                  | -                  |             | -           | -           | 7      | 0      |        |
| 2022            | Colorado Rapids     | MLS             | 3          | 0          | USCup           | 1               | 0               |                    | -                  | -                  |             | -           | -           | 4      | 0      |        |
| 2023            | Colorado Rapids     | MLS             | 10         | 0          | USCup           | 0               | 0               |                    | -                  | -                  | LC          | 0           | 0           | 31     | 0      |        |
| 2023            | St. Louis City      | MLS             | 11         | 1          | USCup           | 3               | 0               |                    | -                  | -                  |             | -           | -           | 14     | 1      |        |
| 2024            | St. Louis City      | MLS             | 1          | 0          | USCup           | 0               | 0               | CCL                | 1                  | 0                  |             | -           | -           | 3      | 0      |        |
| Totale carriera | Totale carriera     | Totale carriera | 56         | 4          |                 | 4               | 0               |                    | 1                  | 0                  |             | 0           | 0           | 61     | 4      |        |